# Fungia scabra
Espèce
Synonymes
- Fungia scabra[2]
- Verrillofungia scabra (préféré par NCBI)[2]

Statut CITES
Statut de conservation UICN

 LC  : Préoccupation mineure
Fungia scabra est une espèce de coraux de la famille des Fungiidae.

## Taxonomie
Pour plusieurs sources, dont le WoRMS, ce taxon est invalide et lui préfèrent Lithophyllon scabra (Döderlein, 1901) le classant ainsi sous le genre Lithophyllon.

## Publication originale
- Döderlein, 1901 : Die Korallengattung Fungia. Zoologischer Anzeiger, vol. 24, pp. 351–360 (de).